# 廖如春
廖如春（1538年—？），字韶景，號宇和，江西吉安府吉水縣人，民籍，明朝政治人物。

## 生平
嘉靖四十三年（1564年）甲子科江西鄉試第二名舉人。嘉靖四十四年（1565年）中式乙丑科會試第二百二十六名，二甲第十九名進士。礼部观政，本年六月授太仓州知州，隆慶元年致仕。

## 家族
曾祖廖允；祖父廖元頤；父廖綱，母羅氏。弟如金、如登。